# E.ON Wasserkraft
Die E.ON Wasserkraft GmbH mit Sitz in Landshut war ein Unternehmen des E.ON-Konzerns, das bis Ende 2012 dessen deutsche Wasserkraftwerke betrieb.

## Geschichte des Unternehmens
Die Ursprünge der GmbH gehen zurück bis zur 1894 von dem Münchner Bauunternehmer Jakob Heilmann und dem mit ihm befreundeten Bankier Wilhelm von Finck gegründeten Isarwerke GmbH, die das von den beiden in den Jahren 1889–1891 gebaute Wasserkraftwerk Höllriegelskreuth an der Isar übernahm und betrieb. Die Isarwerke GmbH wurden später zur Isar-Amperwerke AG, die 2001 im E.ON-Konzern aufging.
Das Unternehmen war über ihre alleinigen Gesellschafterinnen E.ON Energie AG, München, und E.ON Kraftwerke GmbH, Hannover, ein Tochterunternehmen der E.ON SE, Düsseldorf.
Es wurde im Anschluss an die Fusion vom 13. Juli 2000 von Bayernwerk AG und PreussenElektra AG zur E.ON Energie AG am 25. September 2000 ins Handelsregister des Amtsgerichts Landshut (HRB 53 09) eingetragen. Seit 2003 war es durch einen Beherrschungs- und Gewinnabführungsvertrag mit der E.ON Energie verbunden.
Das Unternehmen wies zum 31. Dezember 2010 ein Eigenkapital von 1.835,503 Mio. EUR aus, das ein Stammkapital von 283,444 Mio. EUR beinhaltete. Es wurde ein Anlagevermögen von knapp 400 Mio. EUR und ein Umlaufvermögen von 2.035 Mio. EUR ausgewiesen (von dem 1.930 Mio. EUR Forderungen an verbundene Unternehmen sind – überwiegend aus dem Cashpooling mit E.ON). Bei Umsatzerlösen von 598 Mio. EUR belief sich der an die E.ON Energie abgeführte Gewinn auf 216 Mio. EUR. Das Unternehmen hatte zum Stichtag insgesamt 876 Mitarbeiter.
Der Geschäftsführer war Christof Gattermann. Vorsitzender des Aufsichtsrats war Ingo Luge (seit 1. Februar 2011), der gleichzeitig Vorstandsvorsitzender der E.ON Energie und Vorsitzender der Geschäftsführung der E.ON-Kraftwerke war.
Zum Stichtag 1. Januar 2013 wurde die damalige E.ON Kraftwerke GmbH, Hannover auf die E.ON Wasserkraft GmbH verschmolzen. Im Rahmen dieser Verschmelzung wurde die bisherige E.ON Wasserkraft GmbH in E.ON Kraftwerke GmbH umfirmiert und ihr Sitz nach Hannover verlegt. Gemäß dem Abspaltungs- und Übernahmevertrag übertrug die E.ON Energie AG, München, ihren Geschäftsanteil an der E.ON Wasserkraft GmbH auf die
E.ON Beteiligungen GmbH, München.
Im Rahmen der Umstrukturierung des E.ON-Konzerns und der Abspaltung der Uniper gehören die Wasserkraftwerke nun zur Uniper Kraftwerke GmbH innerhalb der Uniper-Gruppe.

## Wasserkraftwerke
Bei den Wasserkraftwerken der Gesellschaft handelte sich um 110 eigene und betriebsgeführte Kraftwerke an Donau, Inn, Isar, Main, Lech, Eder und Diemel. Unter den durch die E.ON Wasserkraft betriebenen fremden Kraftwerken befanden sich 44 der insgesamt 60 Kraftwerke der RMD Gruppe. Die meisten Kraftwerke sind Laufwasserkraftwerke, die rund um die Uhr Strom produzieren. Dazu gehören außerdem Speicher- und Pumpspeicherkraftwerke, die Strom in Sekundenschnelle ins Netz einspeisen können. Die meisten dieser Kraftwerke wurden von der Zentrale in Landshut aus überwacht und ferngesteuert. Das in der Allgemeinheit bekannteste Kraftwerk dürfte das Speicherkraftwerk Walchensee sein, eins der kleinsten wohl das erst 1990 nachträglich in das Stauwehr Krün eingebaute Laufwasserkraftwerk mit einer Leistung von 0,2 MW.
| Kraftwerke                                              | Anzahl | Ausbauleistung | Regelarbeitsvermögen |
| ------------------------------------------------------- | ------ | -------------- | -------------------- |
|                                                         |        | (MW)           | (Mio. kWh)           |
| Eigene                                                  |        |                |                      |
| Laufwasserkraftwerke                                    | 56     | 645            | 3.468                |
| Speicherkraftwerke                                      | 5      | 261            | 489                  |
| Pumpspeicherkraftwerke                                  | 3      | 713            | -                    |
| Betriebsgeführte                                        |        |                |                      |
| Laufwasserkraftwerke                                    | 45     | 335            | 2.184                |
| Pumpspeicherkraftwerke                                  | 1      | 164            | -                    |
| Bezugsrechte aus Beteiligungen                          | -      | 195            | 1.054                |
| Bezugsrechte aus langfristigen Stromlieferungsverträgen | -      | 876            | 1.263                |
| Gesamt                                                  | 110    | 3.189          | 8.458                |